# Hayao Kawai
Hayao Kawai (河合隼雄, Kawai Hayao) (1928–2007) est un psychologue, analyste jungien japonais, décrit comme le « fondateur de la psychologie analytique et clinique japonaise ». Il introduit le concept de « thérapie par le jeu » dans la psychologie japonaise. Il participe au cercle Eranos à partir de 1982. Kawai est directeur du centre de recherche international pour les études japonaises de 1995 à 2001. En tant que directeur de l'agence pour les affaires culturelles de 2002 à 2007, il supervise le concours populaire de chansons Nihon no Uta Hyakusen, ainsi que le Kokoro no Note, manuel d'éthique maintenant utilisé dans toutes les écoles primaires japonaises.
Il meurt en 2007 à l'hôpital de Tenri à la suite d'un accident vasculaire cérébral.

## Ouvrages publiés
- ( fr ) Hayao Kawai (trad. Monique Bacchetta), Le Bouddhisme et l'art de la psychothérapie, La Fontaine de Pierre, 2015  (ISBN 9782902707539)
- (en) Hayao Kawai (trad. Sachiko Reece), The Japanese psyche : major motifs in fairy tales of Japan, Woodstock, Conn, Spring, 1997, 234 p. (ISBN 0-88214-368-9).
- (en) Hayao Kawai (trad. Mark Unno), The Buddhist priest Myōe : a life of dreams, Venise, Lapis Press, 1992, 237 p. (ISBN 0-932499-62-7).
- (en) Hayao Kawai (trad. James G. Dona), Dreams, myths and fairy tales in Japan, Einsiedeln, Switzerland, Daimon, 1995, 158 p. (ISBN 3-85630-544-0, lire en ligne).
- (en) Hayao Kawai, Buddhism And The Art Of Psychotherapy, City, Texas A & M Univ Pr, 2008, 161 p. (ISBN 978-1-60344-053-0 et 1-60344-053-4).
- (en) Hayao Kawai, Haruki Murakami Goes to Meet Hayao Kawai, Einsiedeln, Switzerland, Daimon, 2016, 160 p. (ISBN 978-3-85630-764-6).

## Prix
- 1982 : prix Jiro Osarage pour son ouvrage Japanese Psyche: Major Motifs in the Fairy Tales of Japan.
- 1988 : prix Shincho Gakugei in Learning and the Arts pour The Buddhist Priest Mye : A Life of Dreams[2].
- 1997 : prix Asahi pour ses recherches novatrices dans la pratique clinique de la psychologie[3],[4].

## Source de la traduction
- (en) Cet article est partiellement ou en totalité issu de l’article de Wikipédia en anglais intitulé « Hayao Kawai » (voir la liste des auteurs).